# 마요트의 기

마요트는 프랑스의 국기를 기로 사용한다.

마요트의 비공식 깃발 비율 2:3

마요트는 프랑스의 국기를 기로 사용하고 있다.

## 마요트의 비공식 깃발
마요트의 비공식적인 기로는 하얀색 바탕에 마요트의 문장이 그려져 있으며, 문장 위에 "마요트"("MAYOTTE")라는 빨간색 문구가 쓰여져 있는 형태의 기가 사용된다.